# Kloster Ravengiersburg
Das Kloster Ravengiersburg befindet sich in der Ortsgemeinde Ravengiersburg im zentralen Hunsrück. Bis 1566 war das Kloster ein Augustiner-Chorherrenstift, heute befindet sich das Kloster im Besitz der katholischen Pfarrei Simmern-Rheinböllen St. Lydia.

## Geschichte

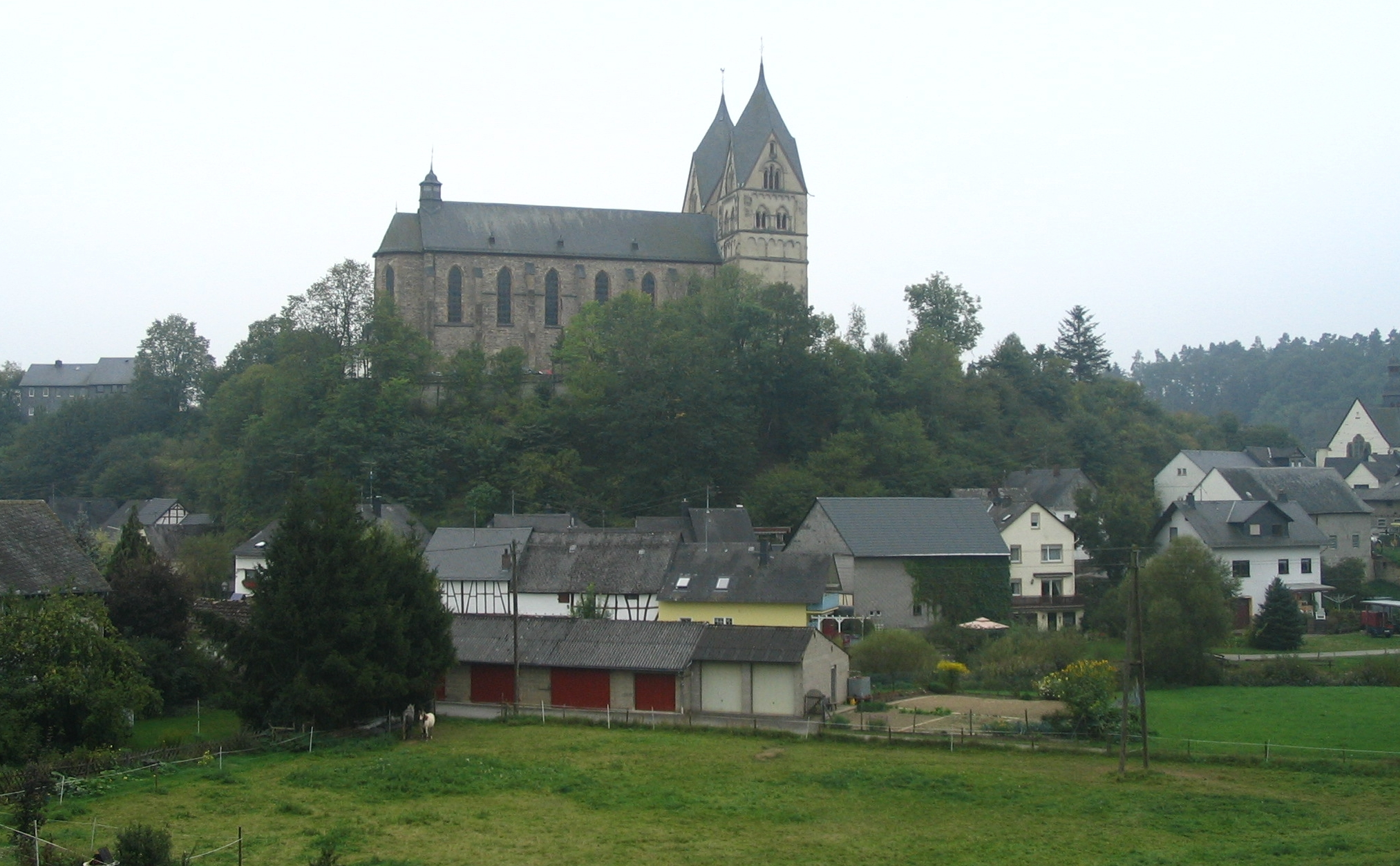
Hunsrückdom in Ravengiersburg

Das Kloster wurde 1074 von Graf Berthold und Hedwig von Ravengiersburg, die kinderlos geblieben waren und ihren ganzen Besitz dafür hergaben, als Augustiner-Chorherrenstift gestiftet. Es wurde daraufhin von Erzbischof Siegfried I. von Mainz für 12 Kanoniker gegründet. Es gilt als das älteste Kloster in der Hunsrückregion. Die Klosterkirche ist dem hl. Christophorus geweiht. Klostervögte waren die Wildgrafen, später die Herren von Heinzenberg (als wildgräfliches Lehen). Nach dem Aussterben der Heinzenberger 1395 und dem Aussterben der Wildgrafen 1408 erhielten die Pfalzgrafen die Vogtei über das Kloster. 1410 wurde das gesamte Propsteigebiet mit dem Kloster an das neu geschaffene Herzogtum Pfalz-Simmern-Zweibrücken (später Pfalz-Simmern) übertragen. Das Propsteigebiet umfasste die Landgerichte Nunkirch und Biebern mit zahlreichen Ortschaften.
Bis zur Reformationszeit entwickelte sich das Kloster zum größten Grundbesitzer zwischen Mosel und Nahe. 1564 endete die klösterliche Tradition, mehrere Versuche der Wiederbelebung schlugen fehl. 1631 brannten es schließlich schwedische Truppen während des Dreißigjährigen Kriegs nieder. Das heutige Kirchenschiff wurde zwischen 1718 und 1722 von Kurfürst Karl III. Philipp von der Pfalz errichtet.
1920 erfolgte eine Neugründung als Philosophisch-Theologische Ordenshochschule der Missionare von der Heiligen Familie (Provinzialat in Düren bzw. Mainz). Zwischen 1970 und 2006 betrieb die Katholische Arbeitnehmer-Bewegung eine Ausbildungsstätte für benachteiligte Jugendliche in den Klostergebäuden. Ab November 2012 wurde das Kloster Ravengiersburg durch zwei Priester der Kongregation der Vinzentiner aus Kerala wieder für kirchliche Zwecke mitgenutzt. Das Kloster wurde 2017 aufgelöst.

## Baugeschichte

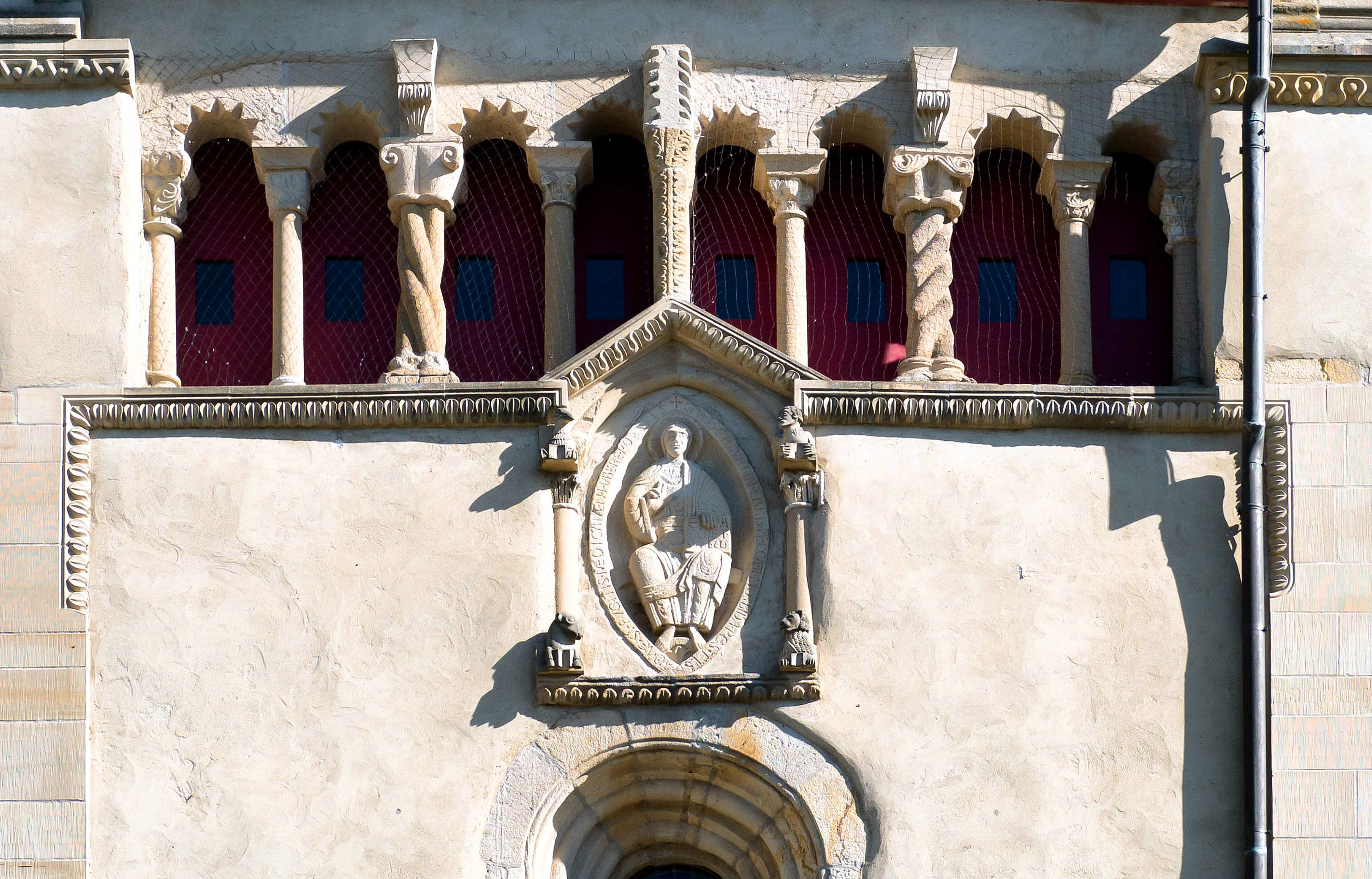
Detail der romanischen Westfassade

Vor der Gründung des Klosters stand auf dem Gelände eine Burg. Über die frühe Geschichte der Kirche und deren Baubeginn ist wenig bekannt. Es gilt jedoch als sicher, dass die wuchtige Westfassade mit ihren breiten, etwa 40 Meter hohen romanischen Türmen im späten 12. oder frühen 13. Jahrhundert entstand. Aus dieser Zeit stammt auch das Relief des thronenden Christus in der Mandorla unter der Zwerggalerie zwischen den Türmen und wahrscheinlich ebenso das Kruzifix auf gleicher Höhe am Südturm. Das Kirchenschiff wurde nach einem Brand von 1440 vermutlich 1497 im Stil der Gotik wieder aufgebaut. Es wird nicht ausgeschlossen, dass es in gotischer Zeit zwei Bauperioden gab; in der ersten entstand wahrscheinlich eine Hallenkirche und in der zweiten eine Saalkirche.
Im Dreißigjährigen Krieg kam es zu Zerstörungen. Das Langhaus der heutigen Kirche wurde im frühen 18. Jahrhundert als vereinfachende Wiederherstellung des gotischen Kirchenschiffs errichtet, die die alten Umfassungsmauern und Strebepfeiler mit einbezieht. Die Gewölbe wurden entfernt und durch eine Flachdecke ersetzt.

## Ausstattung
Der etwa 11 Meter hohe Hochaltar von 1722 ist ein Werk aus der Barockzeit. Er ist nussbaumfurniert, mit Säulen neben und über dem Altartisch und beigefügten Skulpturen. Über dem Aussetzungstabernakel steht in einer großen Rundbogennische das Kruzifix. Das ovale Gemälde darüber zeigt den heiligen Christophorus. Zwischen Kruzifix und Gemälde ist das Wappen des Kurfürsten Karl Philipp von der Pfalz angebracht. Die Seitenaltäre links und rechts vom Triumphbogen entstanden etwa zehn Jahre nach dem Hochaltar und sind im Stil an ihn angepasst. Auch die Kanzel, die im 19. Jahrhundert aus der St. Nikolauskirche aus Bad Kreuznach nach Ravengiersburg kam, fügt sich harmonisch in das Gesamtbild ein.

## Propstei Ravengiersburg
Zum Gebiet der Propstei Ravengiersburg gehörten 1599 folgende Ortschaften:
- Moselseite: Denzen (Ortsteil von Kirchberg), Reckershausen (Wüstungen: Walhausen und Sonnenbach), Unzenberg (Wüstungen: Göbelhausen und Dombach), Heinzenbach, Schönborn, Biebern mit Hochgericht, Keidelheim, Külz, Fronhofen, Reich, Nannhausen, Nickweiler mit Kauerhof und Wüschheim.
- Soonseite: Ravengiersburg, Sargenroth Hochgerichtsplatz bei der Nunkirche, Mengerschied, Belgweiler, Ohlweiler, Holzbach, Tiefenbach, Riesweiler und Altweidelbach.